# O Gênio e as Rosas e Outros Contos
O Gênio e as Rosas e Outros Contos é um livro de Paulo Coelho lançado em 2004.

## Enredo
Um casal vivendo em eterna aventura dispõe-se de momentos tão românticos e saudáveis à alma; Sentem a leveza das palavras um do outro ao sussurro ao pé do ouvido; Sufocados de emoção. Enlaçados e felizes, caminharam rumo à habitação, enquanto que no ar envolvido por suave vibração de amor, melodia belíssima se ouvia, tangida por mãos diáfanas e misteriosas que no silêncio cálido da noite reverenciavam felizes a Glória de Deus.